# Pasir Bidang
Pasir Bidang is een bestuurslaag in het regentschap Tapanuli Tengah van de provincie Noord-Sumatra, Indonesië. Pasir Bidang telt 4847 inwoners (volkstelling 2010).